# بييترابوندانتي
بييترابوندانتي (بالإيطالية: Pietrabbondante)‏ هي بلدية في مقاطعة إزيرنيا في إقليم موليزي الإيطالي.

## السكان
في سنة 1861 بلغ عدد السكان 3٬678 نسمة، وتطور العدد ليصل في سنة 2011 لـ 826 نسمة.
يظهر هذا المخطط البياني تطور النمو السكاني لـ بييترابوندانتي